# The Life of Moses
The Life of Moses er en amerikansk stumfilm fra 1909 af J. Stuart Blackton.

## Medvirkende
- Pat Hartigan som Moses
- Julia Arthur
- William J. Humphrey
- Charles Kent
- Edith Storey